# 廣田彩花
廣田 彩花（ひろた さやか、Sayaka Hirota、1994年8月1日 - ）は、日本の女子バドミントン選手である。所属は丸杉。ダブルスでペアを組んでいるのは福島由紀で、メディアでは「フクヒロペア」と報道されることが多い。

## 人物
熊本県玉名郡菊水町（現・和水町）出身。和水町立菊水中学校→玉名女子高等学校卒業。高校の同級生に3時のヒロインのゆめっちがいる。
家族がバドミントンをやっていたことから、小学校入学前より自身もその影響を受け、地元のジュニアチームでバドミントンを始める。小学校6年次には第15回全国小学生バドミントン選手権大会（2007年1月）に熊本県代表として出場している。
2010年、玉名女子高等学校普通科総合コースに進学。高校2年次（2011年）の全国高等学校総合体育大会（青森県弘前市）では熊本県代表として出場、女子シングルスではベスト8に進出するも、後に自身のパートナーとしてダブルスのコンビを組むことになる1学年上の福島由紀（青森山田高等学校）と対戦して敗北を喫している。
2013年、高校生として最後の公式大会となった3月の熊本県総合バドミントン選手権女子シングルスでは、実業団のルネサス テクノロジの選手3人を決勝トーナメントで次々と下して優勝を果たす。同年4月にルネサス テクノロジに入社し、地元熊本を本拠とした同社のバドミントン部所属選手となる。
2014年、第69回国民体育大会バドミントン競技ではルネサスのチームメートである福島由紀、伊東可奈と共に熊本県代表として出場、大会優勝を果たした。
2015年、ルネサス本社の経営合理化の一環として同社のバドミントン部が再春館製薬所に譲渡されたことにより。同年には日本B代表として福島とのコンビでグランプリ大会シリーズのスコットランドオープンに女子ダブルスに出場し、国際大会での優勝を飾る。
2016年には福島とのコンビでニュージーランドオープン女子ダブルスに出場して優勝し、年末の全日本総合バドミントン選手権大会では権藤公平（トナミ運輸）とのコンビで混合ダブルスに出場、嘉村健士＆米元小春（北都銀行）組を相手に敗れて準優勝となった。
2017年、福島とのコンビでバドミントンスーパーシリーズのマレーシア・オープン女子ダブルスに出場し、黄雅瓊＆湯金華組（中華人民共和国）に2-1で勝利し、スーパーシリーズ大会初制覇を飾った。そして同年の世界選手権では福島とのコンビで補欠繰り上がりという形で女子ダブルスに出場し、トーナメントを勝ち上がって日本選手として1977年の第1回世界選手権以来40年ぶりとなる決勝戦へ進出、陳清晨＆賈一凡（中華人民共和国）組を相手にセットカウント1-2で敗れたものの、40年ぶりにこの種目のメダルを獲得した。
2021年6月18日の代表合宿の際に右膝前十字靭帯断裂の重傷を負った。手術を要する怪我であったが、不幸中の幸いで半月板、内側側副靭帯、外側側副靭帯等の損傷や骨挫傷がなかったことから、オリンピックへ出場するために手術を回避した。治療とリハビリにより、2週間は練習ができなかった。2020年東京オリンピックバドミントン女子ダブルスに福島とペアを組んで、右膝にサポーターを巻いて出場し、1次リーグを2勝1敗で決勝トーナメントに進出した。準々決勝で中国の陳清晨＆賈一凡組にセットカウント1-2で逆転負けし準決勝進出はならなかった。試合後には対戦相手からの気遣いに感謝し、コート上で涙を流した。
オリンピックでの競技終了後の2021年8月6日に右膝の手術を受け、成功したことをパートナーの福島が自身のTwitterで報告した。